# Let England Shake
Let England Shake — восьмой студийный альбом британской певицы Пи Джей Харви, выпущенный в Великобритании 14 февраля 2011 года.

## Об альбоме
Работа над Let England Shake началась вскоре после выхода предшествующего альбома White Chalk в 2007 году, хотя Let England Shake значительно отличается по стилистике. На этом альбоме Пи Джей Харви не использует пианино, однако играет преимущественно на гитаре, саксофоне и автоарфе — инструменте, которым она увлеклась в 2007—2008 гг. Работа над альбомом длилась два с половиной года. Записан он был в апреле — мае 2010 года в одной из церквей графства Дорсет. В записи принимали участие Джон Пэриш и Мик Харви, с которыми Пи Джей Харви уже имела большой опыт сотрудничества. Продюсерами альбома стали Пэриш и Марк Эллис (Flood).
Первый сингл с альбома вышел 6 февраля 2011 года и включал песни «The Words That Maketh Murder» и «The Guns Called Me Back Again». Сам альбом вышел в Великобритании 14 февраля 2011 года. В чартах британских альбомов он сразу занял 8 место, став вторым в творчестве Пи Джей Харви альбомом, сразу вошедшим в первую десятку рейтинга (после Rid of Me в 1993 году).
Европейское турне в поддержку альбома запланировано на февраль 2011 года.

## Награды
В 2011 году альбом был удостоен премии Mercury Prize. Тем самым Пи Джей Харви стала первой в истории двукратной обладательницей данной премии (в первый раз она была вручена певице в 2001 году за альбом Stories from the City, Stories from the Sea).

## Список композиций
Все песни написаны Пи Джей Харви.
| №   | Название                       | Длительность |
| --- | ------------------------------ | ------------ |
| 1.  | «Let England Shake»            | 3:09         |
| 2.  | «The Last Living Rose»         | 2:20         |
| 3.  | «The Glorious Land»            | 3:34         |
| 4.  | «The Words That Maketh Murder» | 3:45         |
| 5.  | «All and Everyone»             | 5:39         |
| 6.  | «On Battleship Hill»           | 4:07         |
| 7.  | «England»                      | 3:09         |
| 8.  | «In the Dark Places»           | 2:58         |
| 9.  | «Bitter Branches»              | 2:20         |
| 10. | «Hanging in the Wire»          | 2:42         |
| 11. | «Written on the Forehead»      | 3:40         |
| 12. | «The Colour of the Earth»      | 2:32         |

| №   | Название                               | Длительность |
| --- | -------------------------------------- | ------------ |
| 13. | «The Nightingale»                      | 4:13         |
| 14. | «The Last Living Rose» (video)         | 2:50         |
| 15. | «The Words That Maketh Murder» (video) | 4:25         |

| №   | Название                        | Длительность |
| --- | ------------------------------- | ------------ |
| 13. | «The Guns Called Me Back Again» | 2:45         |

## Участники записи
- Пи Джей Харви — вокал (1-12), автоарфа (1,4,5,12), саксофон (1,2,4,5,8), гитара (2,3,5,7,8,11,12), цитра (6), скрипка (7)
- Джон Пэриш — ударные (1,2,5,7-9,12), тромбон (1,2,4,5,8), ксилофон (1), меллотрон (1,7,12), пианино Rhodes (1,8,11), гитара (2-4,6,9,10,12), вокал (2-6,8,9,11,12), перкуссия (3,4,6,11)
- Мик Харви — пианино (1,6,10), бас-гармоника (1,4,5,8,9), ударные (2,4,11), орган (2,5,7,8), вокал (2-6,8-12), пианино Rhodes (3,6), бас-гитара (4), перкуссия (4,6,11), гитара (8,9,11), ксилофон (9)
- Жан-Марк Бютти — ударные (3,6,8,10,12), вокал (3,5,6,8)
- Дополнительный вокал в песнях 8 и 12 — Сэмми Хёрден, Грета Берлин, Люси Робертс

## Чарты
| Страна             | Место |
| ------------------ | ----- |
| Австралия          | 6     |
| Австрия            | 15    |
| Бельгия (Валлония) | 8     |
| Бельгия (Фландрия) | 4     |
| Великобритания     | 8     |
| Германия           | 20    |
| Дания              | 3     |
| Ирландия           | 7     |
| Испания            | 20    |
| Канада             | 23    |
| Нидерланды         | 14    |
| Новая Зеландия     | 12    |
| Норвегия           | 2     |
| Польша             | 30    |
| Португалия         | 8     |
| Россия             | 25    |
| США                | 32    |
| Финляндия          | 7     |
| Франция            | 6     |
| Чехия              | 18    |
| Швейцария          | 4     |
| Швеция             | 6     |